# Christian Kayßler
Christian Friedrich Kayßler, auch Kayssler (* 14. Juni 1898 in Breslau; † 18. März 1944 in Berlin-Mitte) war ein deutscher Schauspieler.

## Leben und Wirken
Er war der Sohn des Schauspielers Friedrich Kayßler und der Luise Wilke, zudem seit 1905 Stiefsohn von Kayßlers Ehefrau, der Schauspielerin Helene Fehdmer. Kayßler erhielt Schauspielunterricht durch seinen Vater und begann seine Theaterlaufbahn kurz nach Ende des Ersten Weltkriegs an den von Otto Falckenberg geleiteten Münchner Kammerspielen.
Er ging dann nach Wien und kam über Stuttgart an das Deutsche Theater Berlin. An der Volksbühne Berlin spielte er 1937 in Gerhart Hauptmanns Rose Bernd sowie 1938 in Friedrich Schillers Wilhelm Tell und Friedrich Hebbels Agnes Bernauer.
Während des Zweiten Weltkrieges wurde Kayßler wiederholt in nationalsozialistischen Propagandafilmen eingesetzt. Er verkörperte meist Soldaten oder Offiziere.
Kayßler war in erster Ehe mit der Kinderbuchautorin Anne Kayßer-Beblo (1903–1965) verheiratet. Die Tochter Christine (1923–2010) wurde ebenfalls Schauspielerin. Im Dezember 1932 heiratete er in Stuttgart die Schauspielerin Emilie („Mila“) Kopp und stand mit ihr häufig zusammen auf der Bühne. Ihre Kinder waren Maria (* 1934) und Martin Kayßler (* 1939), die ebenfalls Schauspieler wurden.
Christian Kayßler starb am 18. März 1944 kurz vor seinem 46. Geburtstag an Tuberkulose in der Charité in Berlin. Sein  Grab befindet sich auf dem Friedhof am Perlacher Forst, München.

## Filmografie
- 1934: Der alte und der junge König
- 1937: Pan
- 1937: Unternehmen Michael
- 1939: Ziel in den Wolken
- 1939: Drei Unteroffiziere
- 1939: D III 88
- 1939: Dein Leben gehört mir
- 1940: Achtung! Feind hört mit!
- 1941: Kampfgeschwader Lützow
- 1941: Ich klage an
- 1942: Schicksal
- 1942: Andreas Schlüter
- 1942: Die Entlassung